# Georges Meyer-Heine
 (avril 2020).
Si vous disposez d'ouvrages ou d'articles de référence ou si vous connaissez des sites web de qualité traitant du thème abordé ici, merci de compléter l'article en donnant les références utiles à sa vérifiabilité et en les liant à la section « Notes et références ».
Georges Meyer-Heine, né à Paris le 30 juin 1905 et mort à Marseille le 18 juillet 1984, est un architecte-urbaniste qui a exercé l'essentiel de sa carrière dans le sud de la France, au service de l'État, pour lequel il a occupé de 1947 à 1972, la fonction d'Inspecteur général de la Construction pour le Languedoc, la Provence, la Côte d'Azur et la Corse (20e et 21e circonscriptions du Ministère de l'Équipement). Avec le sociologue Georges Granai, maître de conférences à l'Université d'Aix-Marseille, il est considéré comme le cofondateur de l'Institut d'Aménagement Régional (Université d'Aix-Marseille), en 1969-1970, où il occupera un poste de professeur associé.

## Biographie

### Formation
Admis en 1922 à l'École nationale supérieure des Beaux Arts de Paris (section architecture), il entre dans l'Atelier Pontremoli, dont il sera un élève brillant, remportant notamment le 1er Prix Américain. Il obtient son diplôme d'architecte DPLG en 1930. 
Il complète sa formation à l'Institut d'Urbanisme de l'Université de Paris, où il  soutient en 1935 une thèse remarquée, sous la direction de Louis Bonnier : « Urbanisme et esthétique, essai pratique de réglementation d'aspect », qui en fait l'un des Lauréats de l'Institut. 

### Carrière
L'exercice professionnel de Georges Meyer-Heine s'oriente d'abord, avant la guerre, vers l'architecture. Associé à d'autres confrères, il est remarqué dans plusieurs concours : celui de l'Aménagement de la Grande Avenue de l'Étoile à la Défense, celui de l'Hôtel-Dieu de Bourges, celui de l'Exposition de 1937 où il est récompensé par la Médaille d'Or. Après la guerre, même s'il réalise quelques chantiers comme le sanatorium de Briançon, c'est surtout à l'urbanisme qu'il se consacre, à la faveur de sa nomination au Ministère de la Reconstruction, en 1944.  
Bien que relativement jeune à la date de sa nomination comme inspecteur général adjoint, il a déjà derrière lui une indéniable expérience en matière d'aménagement, pour avoir conçu plusieurs plans d'aménagement : Ecouen, Aix-les-Bains, Albertville et Briançon.  
Après Jacques Greber (1933), puis Eugène Beaudoin (1942), il sera chargé du « plan directeur des aménagements de Marseille » de 1949. Il s'agit d'un travail majeur dans sa carrière. À propos de ce plan d'urbanisme, René Borruey (1990) note qu'il « relève d’une philosophie réaliste, humaniste et sociale de la ville ». Meyer-Heine souhaite notamment, en reprenant les orientations de son maître et ami Gaston Bardet, « remplacer le schéma classique de la ville radioconcentrique en forme de cible… par celui de la grappe ».  
Le PUD (Plan d'Urbanisme Directeur) de 1959 restera dans cette orientation, mais les « unités résidentielles » voulues par Meyer-Heine ne sauront pas prendre, comme le souligne R. Borruey, « une autre réalité que celle des grands ensembles ». 
Instruisant de nombreuses études sur le littoral, en Provence, Côte d'Azur et en Corse, s'opposant à la spéculation foncière caractérisant ces régions, G. Meyer Heine a été un ardent défenseur de l’environnement avant même que ce dernier ne devienne l'enjeu que l'on sait dans le champ de l'urbanisme et l'aménagement. 
Son livre Au-delà de l'urbanisme, paru en janvier 1968 et préfacé par le philosophe de sensibilité chrétienne Gabriel Marcel, passe inaperçu au moment où explose le mouvement de Mai 68 et  que paraît le Droit à la ville d'Henri Lefebvre. 
Pourtant cet ouvrage, qui traite l'urbanisme comme « une éthique , une manière de vivre en commun » surprend, un demi-siècle plus tard, par la justesse des principes qu'il défend, en donnant, par exemple, à « l'échange », qu'il ne réduit pas, comme la Charte d'Athènes, à « la circulation », un rôle « fédérateur ». 
Prolongeant les réflexions du sociologue Roger Caillois sur le sacré (L'Homme et le Sacré, 1950), il met l'accent sur le cœur des villes et l'importance du sacré pour donner sens à la ville.

### Rayonnement international
Dans les années 1950-1960, il accomplit plusieurs missions à l'étranger, notamment aux États-Unis en 1957, à l'occasion de laquelle il se lie à l'historien de la ville Lewis Mumford, partageant avec cet éminent professeur américain, rencontré à Harvard, sa critique de la Cité radieuse de Le Corbusier.
Sa mission débouchera sur un rapport particulièrement dense rendant compte au Ministre de l'Équipement de la situation de l'urbanisme aux États-Unis, tant au plan des réalisations que de l'organisation professionnelle.
Sur la proposition conjointe du Français Robert Auzelle et du Portugais José Tudella, deux condisciples de l'Institut d'urbanisme de l'université de Paris (années 1930), il sera également appelé à travailler sur le plan directeur d'urbanisation de Lisbonne de 1967 (Camarinhas, 2011). La pertinence de son apport lui vaudra d'être reconduit après la révolution des Œillets (1974).

### Création de l'Institut d'Aménagement Régional d'Aix-Marseille (IUAR) et du Laboratoire d'Urbanisme
En 1970, en même temps qu'il participe, sur un poste de professeur associé, à la mise en place de l'Institut d'Aménagement Régional, avec notamment Georges Granai, figure sociologique de l'Université d’Aix-Marseille, il aura l'initiative de la création d'un laboratoire d'urbanisme. Il y défend l'apport des autres disciplines et écrira dans la revue Urbanisme, en 1974 : « Il n'y a plus d'études d'aménagement ou d'urbanisme sans pluridisciplinarité ».  
Nicole Amphoux et Hélène Bellon (1984), qui furent ses assistantes dans ce laboratoire, avant de devenir chargée d'études à l'Équipement pour la première et maître de conférence à l'IAR pour la seconde, témoignent également de l'engagement qui fut celui de Meyer-Heine dans la société civile après la fin de sa carrière.  C'est ainsi qu'il mit son intérêt et ses compétences en matière d'environnement, en 1973, au service de l'Union Régionale Vie et Nature (et de l'UDVN 13, où il occupera la fonction de Vice-Président), et qu'il fut sollicité en février 1981 pour le projet socialiste régional.    
La question foncière, dont il débat pour la préparation du XIe plan et dont on sait l'importance qu’elle revêt sur le littoral méditerranéen, sera au centre de ses réflexions dans les dernières années de la vie.  

## Récompenses et distinctions
- Membre de l'Académie d'Architecture (1963) ; Membre honoraire en 1978,

Principales décorations
- Officier de la Légion d'Honneur
- Commandeur de l'Ordre national du Mérite

Georges Meyer-Heine a été un résistant (Commandant de la 1re Compagnie du Bataillon de Tarentaise et Membre du réseau NAP (noyautage des administrations publiques) de Grenoble); à ce titre il a obtenu :
- Croix de Guerre 1939-1945
- Croix des Services Militaires Volontaires
- Croix de Combattant Volontaire de la Résistance

Prix et médailles
- Premier Prix Américain de l'ENSBA Paris (circa 1929)
- Médaille d'Or à l'Exposition 1937
- Médaille de l'Urbanisme (1968)

## Publications
- Urbanisme et esthétique. Essai pratique de réglementation d’aspect, Paris, Vincent, Fréal et Cie, 1937.
- « Développement régional, urbanisme et architecture : l’exemple du Midi méditerranéen » (13e année), L’Information du bâtiment, no 2,‎ février 1963, p. 2-16.
- Au-delà de l'urbanisme, La Tour d'Aigues, L'Aube, 2016, 181 p. (ISBN 978-2-8159-2070-4)
- Georges Granai, Georges Meyer-Heine G., Hélène Bellon H., Béatrice Calligaro et Nicole Amphoux, Délais et déformations entre conception et exécution des plans d'urbanisme, Paris, CRU, 1974.